# Liste von stillgelegten Bergwerken in Deutschland
Die Liste von stillgelegten Bergwerken in Deutschland ist eine unvollständige Aufstellung ehemaliger Bergwerke auf dem heutigen Territorium der Bundesrepublik Deutschland. Sie gibt einen historisch-regionalen Überblick über die Bedeutung des Bergbaus.

## Liste

### Bremen
In Bremen gibt und gab es keine Bergwerke.
Bergrechtlich genehmigte Anlagen sind Kavernen in ausgesolten Salzstöcken, die zur Speicherung von Öl und Gas dienen.

### Hamburg
Das Bergwerk Robertshall in Hausbruch förderte von 1919 bis 1922 Braunkohle. Es ist das einzige Bergwerk in Hamburg.